# Tragiczny Tydzień (Argentyna)
Tragiczny Tydzień (hiszp. Semana Trágica) – seria krwawych konfrontacji pomiędzy siłami porządkowymi popieranymi przez elity finansowe i polityczne Partii Radykalnej a robotnikami Buenos Aires, które trwały przez tydzień od 7 do 14 stycznia 1919 r. i są uważane za najbrutalniejszy tydzień w historii Argentyny.
Starcia zostały sprowokowane przez interwencję policji, która siłą pomogła łamistrajkom w wejściu do zakładów metalurgicznych Pedro Vasena. Była to największa firma metalurgiczna w Ameryce Południowej, zatrudniająca 2500 osób. Od 2 grudnia 1918 r. protestowało tam 800 robotników, którzy domagali się poprawy bezpieczeństwa i higieny pracy, ośmiogodzinnego dnia roboczego, podwyżek płac i wypłacania wynagrodzenia za nadgodziny. Łamistrajki szturmowali zakład również dwa tygodnie wcześniej, gdy robotnicy zablokowali wywóz towaru z magazynu. W czasie interwencji policji trzy osoby zginęły od kul, a czwarta od szabli – wśród ofiar było trzech robotników i żołnierz; ranne zostały 34 osoby. Ogłoszony wówczas przez Federación Obrera Regional Argentina na 9 stycznia strajk generalny zmobilizował robotników wielu branż, jednak już 8 stycznia dochodziło do spontanicznych walk w mieście.
9 stycznia władze spacyfikowały pogrzeb ofiar tego starcia. Trzystutysięczny kondukt pogrzebowy został ostrzelany z broni maszynowej nieopodal kościoła przy Corrientes Avenue, a następnie na cmentarzu Chacarita, w efekcie czego zginęło 50 osób. W odpowiedzi jeden z odłamów FORA wezwał do bezterminowego strajku generalnego, w którym udział wzięło ok. 200 tysięcy robotników, a inny do strajku dwugodzinnego, jak również podjął negocjacje z rządem na temat uwolnienia więźniów politycznych i spełnienia żądań robotniczych. Podczas protestu policja ponownie otworzyła ogień do strajkujących w zakładach Vasena. 
Wbrew planom tej frakcji FORA, strajk rozszerzył się na cały kraj, zaś w samym Buenos Aires wybuchło powstanie robotnicze. Dochodziło wówczas również do prześladowań Żydów i plądrowania żydowskiego majątku, co inspirowała argentyńska oligarchia, uważając Żydów za nosicieli idei anarchistycznych i socjalistycznych.
Wobec eskalacji sytuacji rząd wezwał do pomocy armię. Strajk spacyfikowany został ostatecznie 13 stycznia przy pomocy wojska oraz sponsorowanej przez burżuazję Ligi Patriotycznej. Konflikt zakończył się 14 stycznia, gdy robotnicy wrócili do fabryki Vasena, po uznaniu organizacji związkowej za stronę rozmów, a także spełnieniu postulatów dotyczących ośmiogodzinnego dnia pracy, wolnych niedziel, podwyżki wynagrodzenia i płatnych nadgodzin.
Był to epizod argentyńskiej walki klas, trwającej od udanego strajku portowców w 1916–1917 do nieudanego strajku generalnego z 1921 r. Zdarzenia Tragicznego Tygodnia wywołały w społeczeństwie szok i obawy przed powtórzeniem w kraju rewolucji w stylu rosyjskim. Podczas tych zajść zginęło co najmniej 700 osób, choć niektóre szacunki mówią o 1400 ofiarach. Tysiące osób zostało rannych, zatrzymanych i deportowanych.